# Associació per a la Investigació de Mitjans de Comunicació
Associació per a la Investigació de Mitjans de comunicació (AIMC) és una associació espanyola de 160 empreses gestores o bé relacionades amb mitjans de comunicació. Entre els seus integrants destaquen els mitjans de comunicació (televisions, ràdios, periòdics, revistas, llocs d'Internet) i les empreses vinculades al sector publicitari (anunciants, agències de publicitat, consultors). Aquesta associació s'encarrega d'elaborar l'Estudi General de Mitjans (EGM).